# 久保川平三郎
久保川 平三郎（くぼかわ へいざぶろう、1883年〈明治16年〉11月30日 – 没年不詳）は、大正から昭和時代初期の教育者である。専攻は倫理学。

## 経歴
山梨県東山梨郡八幡村（現山梨市）で、久保川甫之の二男として生まれた。1926年に開校した岩手国民高等学校において岩手女子師範学校の校長として古代史の講義を受け持った。
旧制高津中学校(現大阪府立高津高等学校）校長時代には校長兼教諭として修身を教えていたが、「英語こそこの時代に大事」と英語を受け持つ教頭を指導した。学業成績本位の教育で、成績によるクラス分けを行い、実力考査の席次を貼り出したことでも話題になった。高津高校の実力考査は現在もこの席次公表方式を執っている。また、体育、部活動では、同校先代の羽生隆校長の方針を受け継ぎ、校外試合を禁止したが、それに代わり校内対抗試合を行った。
太平洋戦争の敗戦後間もなく、戦時中、学徒出陣の国家の命により生徒たちを励まして死地に赴かしめたことに対し、教育者としての責任をとると宣言し、自ら校長を辞職した。のち大阪商業大学教授となった。

## 履歴
- 1912年（明治45年）第一高等学校（現東京大学）卒業
- 1915年（大正4年） 東京帝国大学文科大学哲学科卒業[1]。その後、長野師範学校、静岡師範学校、神宮皇學館で教諭として勤務[1]。
- 1925年（大正14年）岩手女子師範学校（現岩手大学教育学部）校長に就任[1]。その後、広島県視学官、兵庫県視学官を歴任[1]。
- 1940年（昭和15年）神戸第一高等女学校（現兵庫県立神戸高等学校）第5代校長に就任
- 1941年（昭和16年）大阪府立高津中学校（現大阪府立高津高等学校）第3代校長に就任
- 1946年（昭和21年）3月　願により本職を辞す